# Марадона (филм)
Марадона је документарни филм Емира Кустурице о животу славног фудбалера Дијега Арманда Марадоне. Филм је доживео премијеру на Канском филмском фестивалу 2008. године.

## Радња
Причајући причу о три човека — фудбалском Марадони, антиглобалистичком Арманду и породичном Дијегу — Кустурица је посетио готово сва „места злочина” можда и највећег фудбалера икада: Аргентину, Барселону, Напуљ, Кастрову Кубу, обишавши и београдски стадион Маракану, на којој се догодио легендарни лоб.
Праћена музиком Мануа Чаоа, ово је сага о успону са дна до врха, о суноврату на дно и поновном „рођењу”.